# 390 (numero)
Trecentonovanta (390) è il numero naturale dopo il 389 e prima del 391.

## Proprietà matematiche
- È un numero pari.
- È un numero composto con 16 divisori: 1, 2, 3, 5, 6, 10, 13, 15, 26, 30, 39, 65, 78, 130, 195, 390. Poiché la somma dei suoi divisori (escluso il numero stesso) è 618 > 390, è un numero abbondante.
- È, dopo il 210 e 330, il più piccolo tetraprimo, ovvero il più piccolo numero naturale ricavabile dal prodotto di 4 numeri primi distinti.
- È un numero pratico.
- È un numero di Ulam.
- È un numero nontotiente (per cui la equazione φ(x) = n non ha soluzione).
- È un numero palindromo nel sistema di numerazione posizionale a base 8 (606), a base 25 (FF) e in quello a base 29 (DD). In queste due ultime basi è altresì un numero a cifra ripetuta.
- È un numero ondulante nel sistema di numerazione posizionale a base 5 (3030) e a base 8 (606).
- È parte delle terne pitagoriche (56, 390, 394), (96, 378, 390), (150, 360, 390), (198, 336, 390), (208, 390, 442), (234, 312, 390), (390, 432, 582), (390, 520, 650), (390, 800, 890), (390, 936, 1014), (390, 1496, 1546), (390, 2520, 2550), (390, 2912, 2938), (390, 4216, 4234), (390, 7600, 7610), (390, 12672, 12678), (390, 38024, 38026).
- È un numero malvagio.
- È un numero congruente.
- È un numero intero privo di quadrati.

## Astronomia
- 390P/Gibbs è una cometa periodica del sistema solare.
- 390 Alma è un asteroide della fascia principale del sistema solare.
- NGC 390 è una stella della costellazione dei Pesci.

## Astronautica
- Cosmos 390 è un satellite artificiale russo.